# يوما فوناباشي
يوما فوناباشي (باليابانية: 船橋 勇真) (مواليد 13 نوفمبر 1997) هو لاعب كرة قدم ياباني.

## وصلات خارجية
- يوما فوناباشي على موقع رابطة كرة القدم اليابانية للمحترفين (اليابانية)
- يوما فوناباشي على موقع قاعدة بيانات كرة القدم.إي يو (الإنجليزية)
- يوما فوناباشي على موقع Soccerway.com (الإنجليزية)